# Synodus sageneus
Anoli poignard
Espèce
Statut de conservation UICN

 LC 28 juin 2018 : Préoccupation mineure
Synonymes
- Xystodus banfieldi

Synodus sageneus, l’Anoli poignard, est une espèce de poissons de la famille des Synodontidae.

## Systématique
L'espèce Synodus sageneus a été décrite pour la première fois en 1905 par Edgar Ravenswood Waite (1866-1928).

### Synonymie
Selon FishBase (28 avril 2023) :
- Xystodus banfieldi Ogilby, 1910

## Distribution
Cette espèce se croise dans les océans Indien et Pacifique, plus particulièrement au large des côtes de l'Australie, de l'Indonésie et du Sri Lanka à des profondeurs variant entre 12 et 22 m.

## Description
Synodus sageneus peut mesurer jusqu'à 26 cm pour un poids maximum de 150 g, bien que sa taille moyenne se situe plutôt aux alentours de 14 cm.
C'est un poisson au dos plutôt jaune beige, au ventre argenté, et dont le bout des écailles forme un dégradé vers le rouge brun.

## Étymologie
Son épithète spécifique, sageneus, du latin sagena « filet de pêche », faisant vraisemblablement référence à l'agencement particulier de ses écailles, donnant une forme pouvant s'apparenter à celle d'un filet.

## Écologie et environnement
Synodus sageneus vit dans la zone benthique de l'océan Indien et de la mer de corail, où l'espèce chasse en enfouissant son corps dans les sédiments, et en jaillissant pour saisir les proies qui passent à proximité.

## Publication originale
- (en) Edgar R. Waite, « Notes on fishes from Western Australia. No. 3 », Records of the Australian Museum, Sydney, vol. 6, no 2,‎ 15 septembre 1905, p. 55–82 (ISSN 0067-1975 et 2201-4349, OCLC 1385608, DOI 10.3853/J.0067-1975.6.1905.990, lire en ligne).